# Alberto Montecuccoli-Laderchi
Alberto Raimondo Zeno Montecuccoli-Laderchi (Vienna, 1º luglio 1802 – Vienna, 19 agosto 1852) è stato un politico e diplomatico austriaco.

## Biografia
Nato a Vienna il 1º luglio 1802, Alberto Montecuccoli-Laderchi (talvolta indicato anche nella variante tedesca di Albrecht von Montecuccoli-Laderchi) era discendente da una nobile famiglia di origini modenesi, la quale a sua volta riconosceva tra i propri antenati il celebre condottiero Raimondo Montecuccoli di cui lo stesso Alberto portava il nome nella versione estesa, Alberto Raimondo Zeno.
Intrapresa la carriera diplomatica e politica a Vienna, divenne Consigliere intimo dell'Imperatore e venne in seguito destinato per volere imperiale ai possedimenti austriaci nel nord Italia, divenendo Ministro plenipotenziario e commissario straordinario per il reggimento civile del Regno Lombardo-Veneto. Di lui si sa che in questo periodo collaborò attivamente col governatore militare del Lombardo-Veneto Josef Radetzky, col quale firmò un proclama dato il 26 luglio 1848 a Verona, che riportava ufficialmente l'ordine nello Stato lombardo e ribadiva la sovranità austriaca su quelle terre dopo la prima occupazione delle truppe piemontesi con i volontari italiani e dopo l'istituzione del governo provvisorio del Casati.
Il 25 settembre 1848 il Montecuccoli-Laderchi venne nominato ufficialmente Governatore ed ottenne il beneplacito dell'Imperatore, ma non quello del Feldmaresciallo Radetzky che oltre a criticare l'eccessivo lassismo nel suo operato, gli preferiva lo spirito militare del suo predecessore, il Conte Franz Wimpffen, il quale era però rimasto in carica poco meno di un mese.
Dimessosi dal proprio incarico nel 1849, si ritirò a Vienna ove continuò la propria attività diplomatica nella corte imperiale, morendo nella capitale austriaca il 19 agosto 1852.